# Чезаре Павезе
Че́заре Паве́зе (італ. Cesare Pavese 9 вересня 1908, Санто-Стефано-Бельбо — 27 серпня 1950, Турин) — італійський письменник, перекладач, літературний критик, журналіст.

## Біографія
Народився Чезаре Павезе 9 вересня 1908 року в Санто-Стефано-Бельбо, тут проминуло і його дитинство. 1914 року від пухлини мозку помер його батько. Молоді роки Павезе пройшли переважно в Турині, тут він закінчив ліцей Массімо д'Адзеліо. У ліцеї Павезе потоваришував з своїм вчителем з Августо Монті, в майбутньому відомим письменником і політичним діячем. Завдяки цьому знайомству Павезе увійшов у коло антифашистів, де запізнався з Леоне Гінзбургом та П'єро Гобетті.
1927 року Павезе поступив на філологічний факультет Туринського університету й закінчив 1930 року, захистивши дипломну роботу про творчість Волта Вітмена. Після університету Павезе інтенсивно займався перекладацькою та письменницькою діяльністю. Він переклав італійською «Мобі Діка» Германа Мелвілла, твори Джона Дос Пассоса, Вільяма Фолкнера, Шервуда Андерсона, Сінклера Льюїса, Даніеля Дефо, Джеймса Джойса, Чарлза Діккенса. З 1930 року Павезе часто писав статті про американську літературу для часопису La Cultura. 1934 року перейняв посаду Гінсбурга в редакції часопису La Cultura, оскільки того разом з іншими антифашистами з групи «Справедливість і свобода» (Giustizia e libertà) було заарештовано.
У 1928–1935 роках Павезе написав низку поезій, які увійшли в поетичну збірку «Працювати втомливо» (Lavorare stanca), що вийшла друком 1936 року. 1935 року Павезе було заарештовано за духовну підтримку антифашизму й вислано на 8 місяців у містечко Бранкалеоне в Калабрії. У засланні Павезе почав вести свій літературно-екзистенціалістський щоденник «Ремесло жити» (Il mestiere di vivere), який вів до своєї смерті. З 1938 року він працював у туринському видавництві Ейнауді (Einaudi), а з 1943 року очолив римську філію видавництва.
Під час Другої світової війни переїхав разом з родиною сестри у село. У цей час зав'язалася дружба Павезе з Італо Кальвіно. Павезе був першим з видавців, хто читав твори Кальвіно. Після війни Павезе переселився в містечко Серралунга-ді-Чера, згодом проживав у Римі, Мілані й знову в Турині. 1945 року вступив до комуністичної партії Італії. 1950 року Павезе був відзначений премією Стрега за роман «Чудове літо» (La bella estate). У своїх емоційно насичених оповіданнях та коротких романах він змалював зокрема сільське життя у П'ємонті.
У ніч з 27 на 28 серпня 1950 року у готельній кімнаті в Турині Чезаре Павезе покінчив життя самогубством, вживши завелику дозу барбітуратів. Щоденник Павезе обривається на фразі: «Все це викликає в мені огиду. — Жодних слів. Вчинок. Я більше не писатиму».

## Вибрані твори
- Lavorare stanca / Працювати втомливо (1936, вірші)
- Paesi Tuoi / Твої рідні місця (1941, повість)
- La Spiaggia / Пляж (1941, повість)
- Feria d'agosto / Серпнева відпустка (1946, новели)
- Il Compagno / Товариш (1947, роман)
- Dialoghi con Leucò / Діалоги з Леуко. (1947, есе)
- Il diavolo sulle colline / Диявол на пагорбах (1948)
- Tra donne sole / Самотні жінки (1949)
- Prima che il gallo canti / Поки півень не заспіває (1949, роман з двох повістей)
- La bella estate / Чудове літо (1949, роман з трьох повістей)
- La luna e i falò / Місяць і вогнища (1950, роман) — Національна Премія Стрега, травень 1950
- Verrà la morte ed avrà i tuoi occhi / Прийде смерть, і в неї будуть твої очі (1951, вірші, посмертно)
- Il mestiere di vivere: Diario 1935–1950 / Ремесло жити: Щоденник 1935–1950 (1952, посмертно)
- Poesie giovanili / Юнацькі вірші (1989)
- Dodici giorni al mare / Дванадцять днів на морі (поезії, 2008)

## Українські переклади
- Чезаре Павезе, Диявол на пагорбах, переклад з італ. Мар'яни Прокопович, Львів: Класика, 2000, 116 с.
- Чезаре Павезе, Місяць і вогнища. Диявол на пагорбах, переклад з італ. Мар'яни Прокопович, Харків: Фоліо, 2010, 283 c.